# HV 92 Brandenburg
Der Handballverein 92 Brandenburg (auch Handballverein Brandenburger Adler) war ein Handballverein aus der Stadt Brandenburg an der Havel.

## Geschichte
Der HV 92 Brandenburg wurde 1992 als Ausgliederung aus dem ehemaligen DDR-Ober- und Handball-Bundesligaverein BSV Stahl Brandenburg gegründet. In der Saison 1992/93 spielte der Verein in der Staffel Nord der 2. Bundesliga. Der Club kam auf den vierten Platz. In der Saison 1993/94 wurde Brandenburg Vorletzter und stieg ab. Als Regionalligist wurde der Verein im Dezember 1994 in HV Brandenburger Adler umbenannt. 1996 trat dieser wieder dem in BSV Brandenburg umbenannten Vorläuferverein bei. Der Verein ging im Sommer 1998 in Konkurs und wurde aus dem Vereinsregister gelöscht.

## Spielstätte
Die Heimspiele fanden in der Kultur- und Sporthalle Brandenburg statt, diese trägt heute den Namen Stahlpalast.

## Einzelbelege
1. ↑  BSV STAHL BRANDENBURG. Eingesehen am 26. Dezember 2014.